# Draft da NBA de 2020
O Draft da NBA de 2020 foi realizado em 18 de novembro de 2020 por teleconferência, direto dos estúdios da ESPN em Bristol, Connecticut devido à Pandemia de COVID-19. O draft começou às 7:30 pm Eastern Time Zone (23:30 UTC) e foi transmitido nos Estados Unidos pela ESPN. Neste draft, as equipes da National Basketball Association (NBA) se revezam selecionando novatos das universidades nos Estados Unidos e outros jogadores elegíveis, incluindo jogadores internacionais.

## Combine do Draft

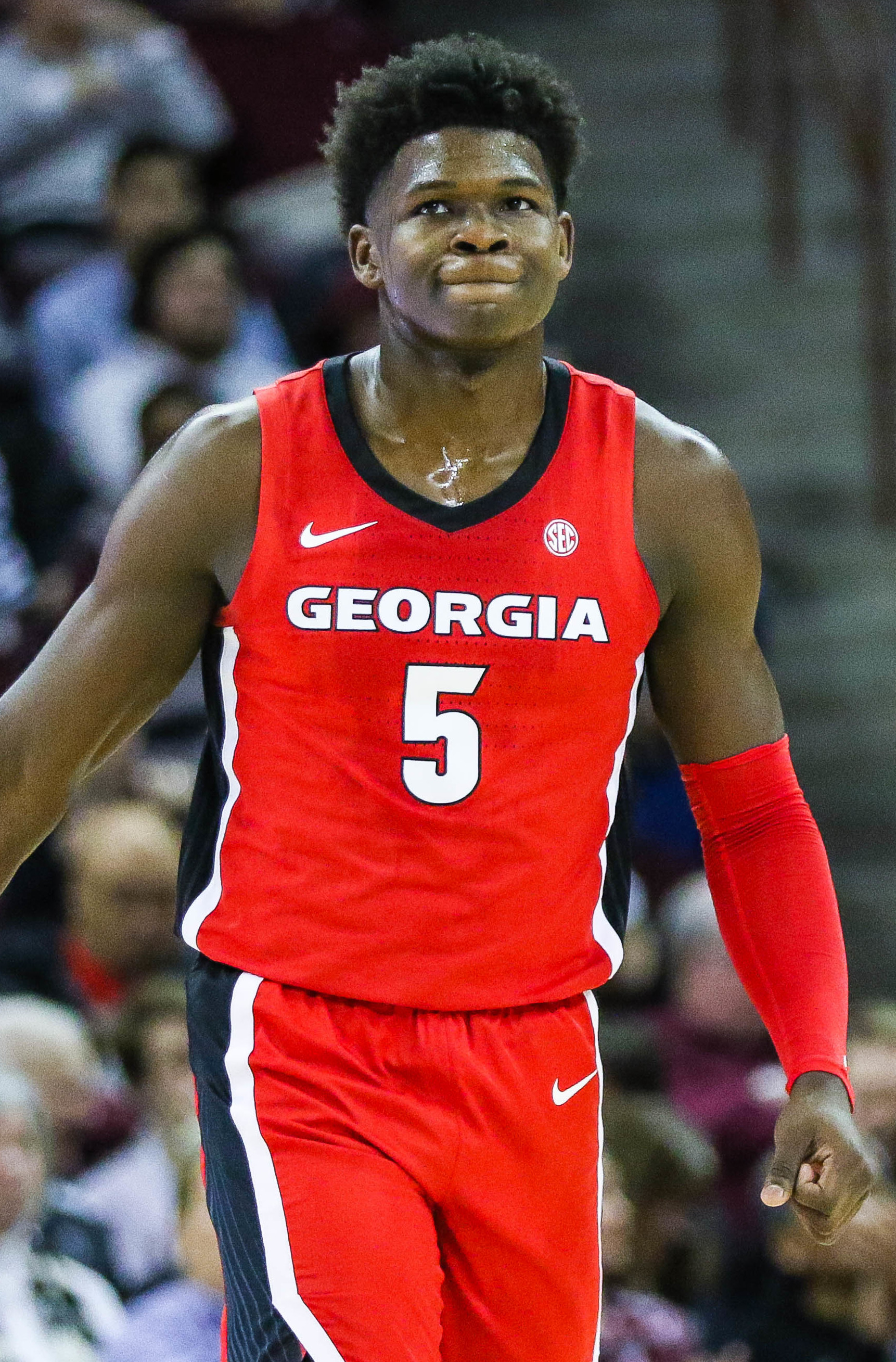
Anthony Edwards, 1ª escolha, feita pelo Minnesota Timberwolves.

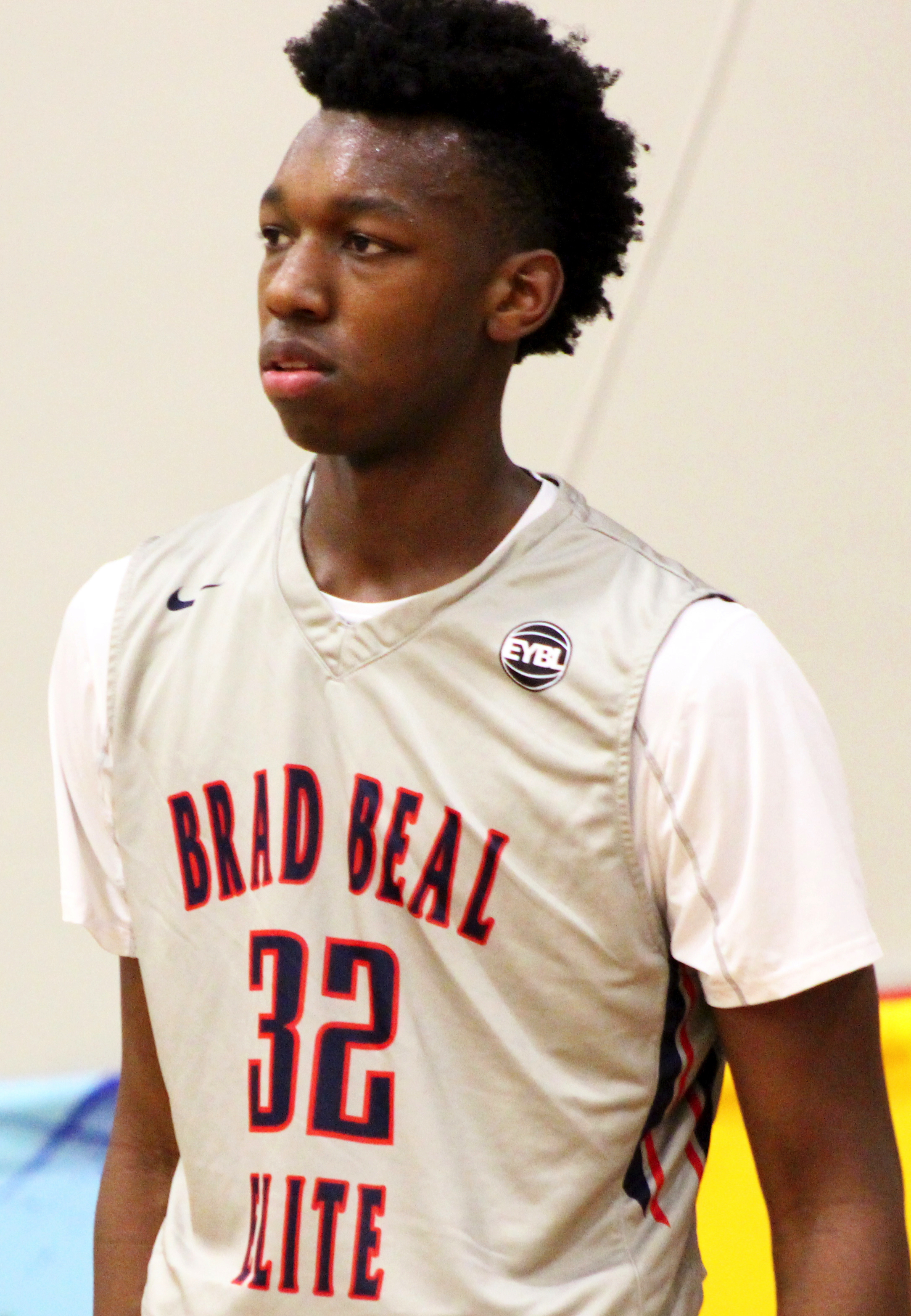
James Wiseman, 2ª escolha, selecionado pelo Golden State Warriors.

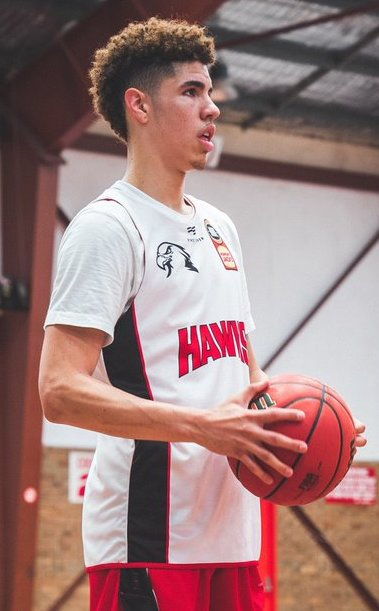
LaMelo Ball, 3ª escolha, selecionado pelo Charlotte Hornets.

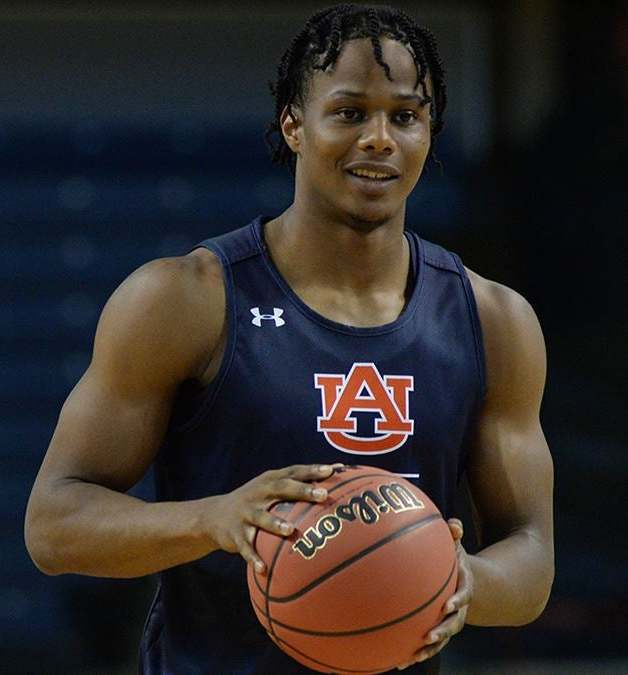
Isaac Okoro, 5ª escolha, feita pelo Cleveland Cavaliers.

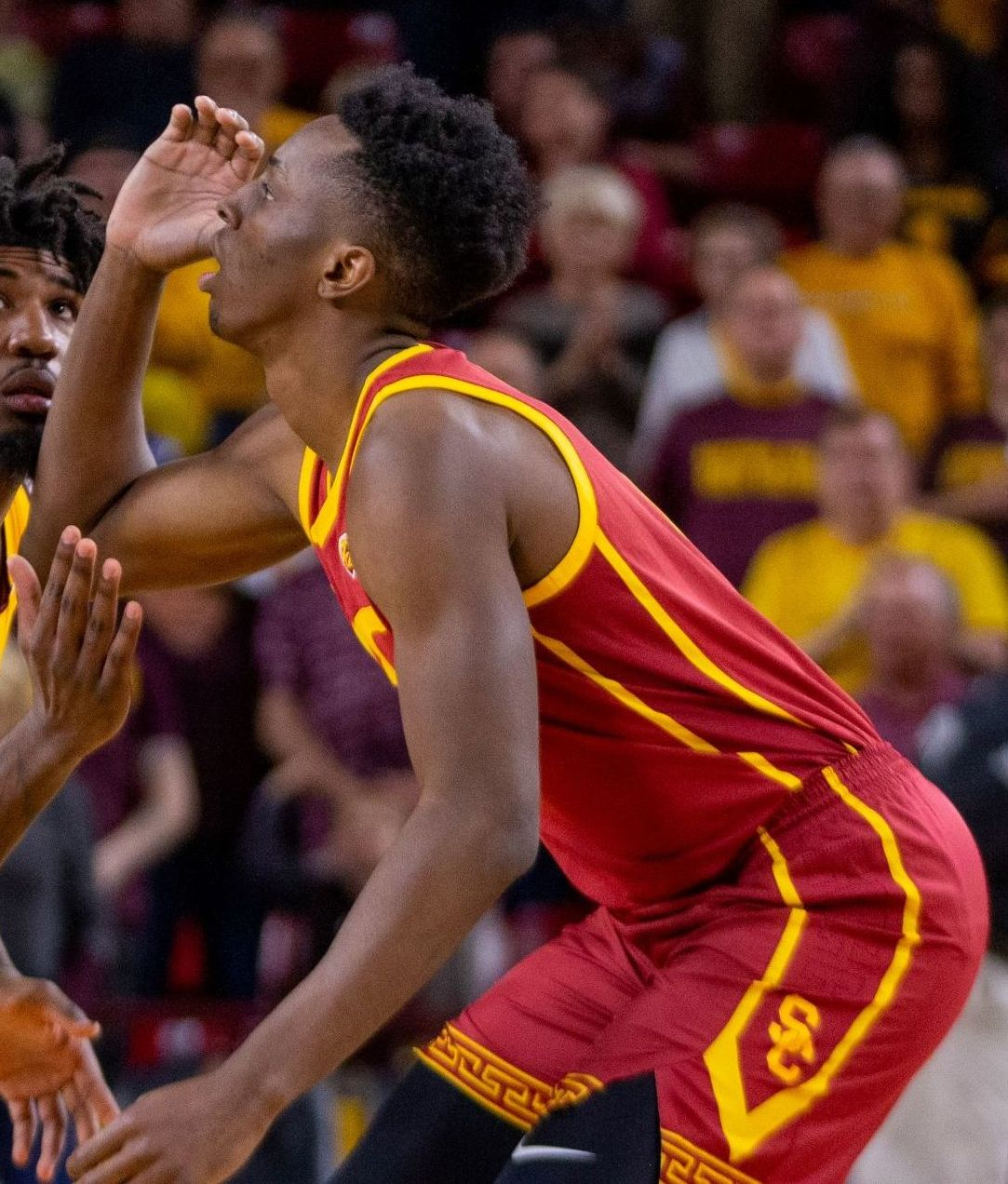
Onyeka Okongwu, 6ª escolha, feita pelo Atlanta Hawks.

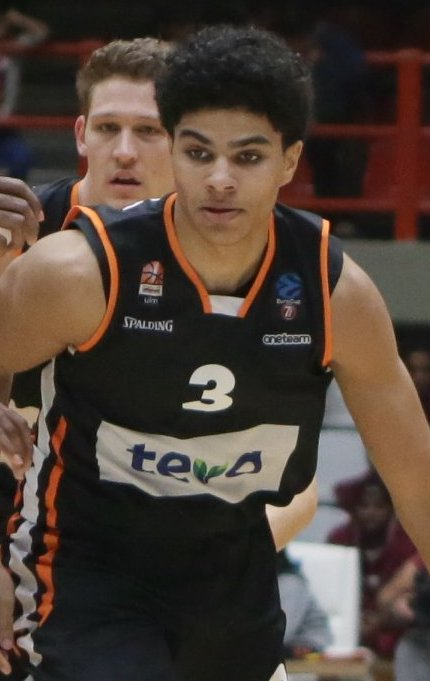
Killian Hayes, 7ª escolha, feita pelo Detroit Pistons.

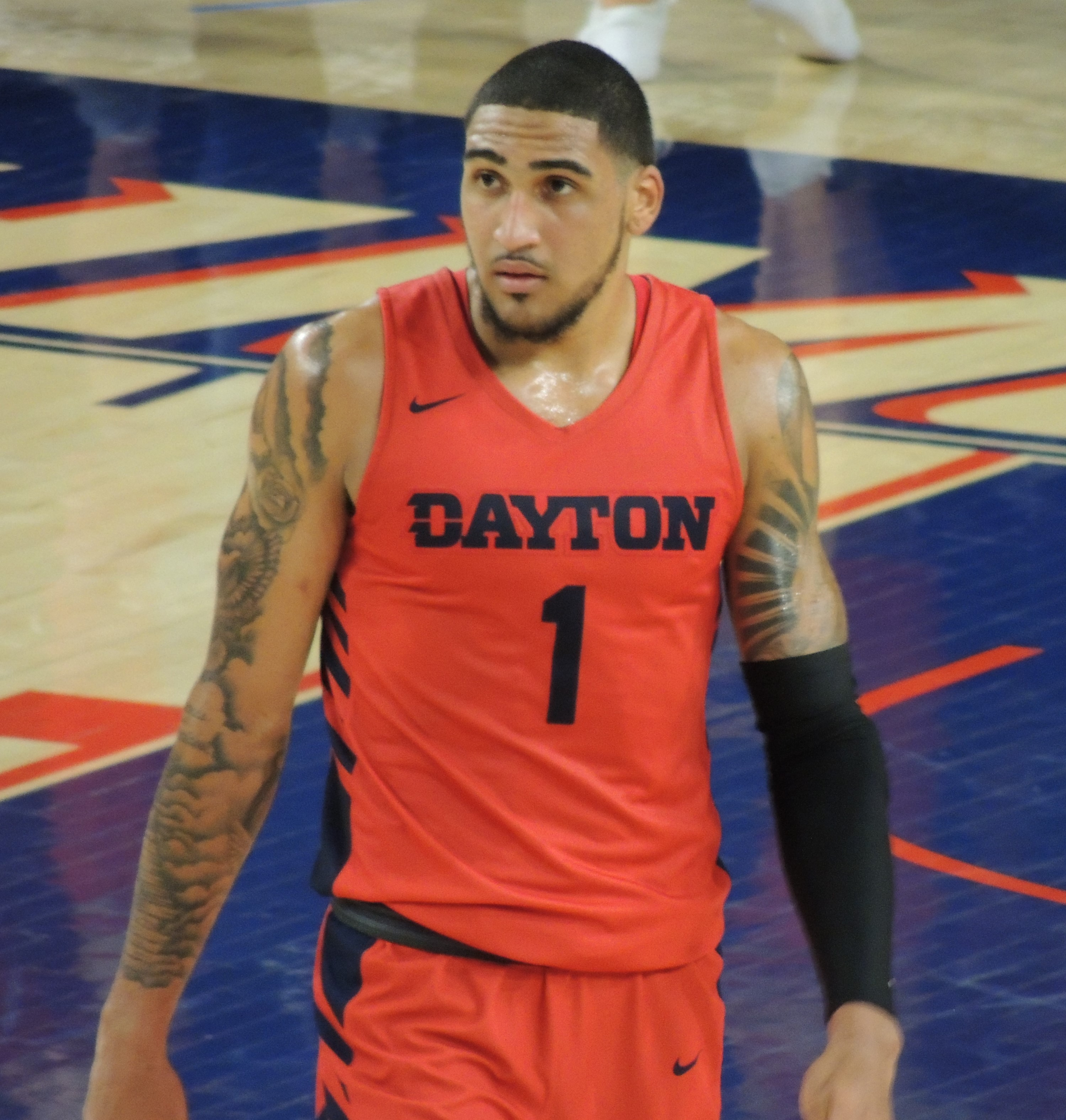
Jogador universitário do ano, o ala-pivô Obi Toppin foi escolhido na 8ª posição do draft pelo New York Knicks.

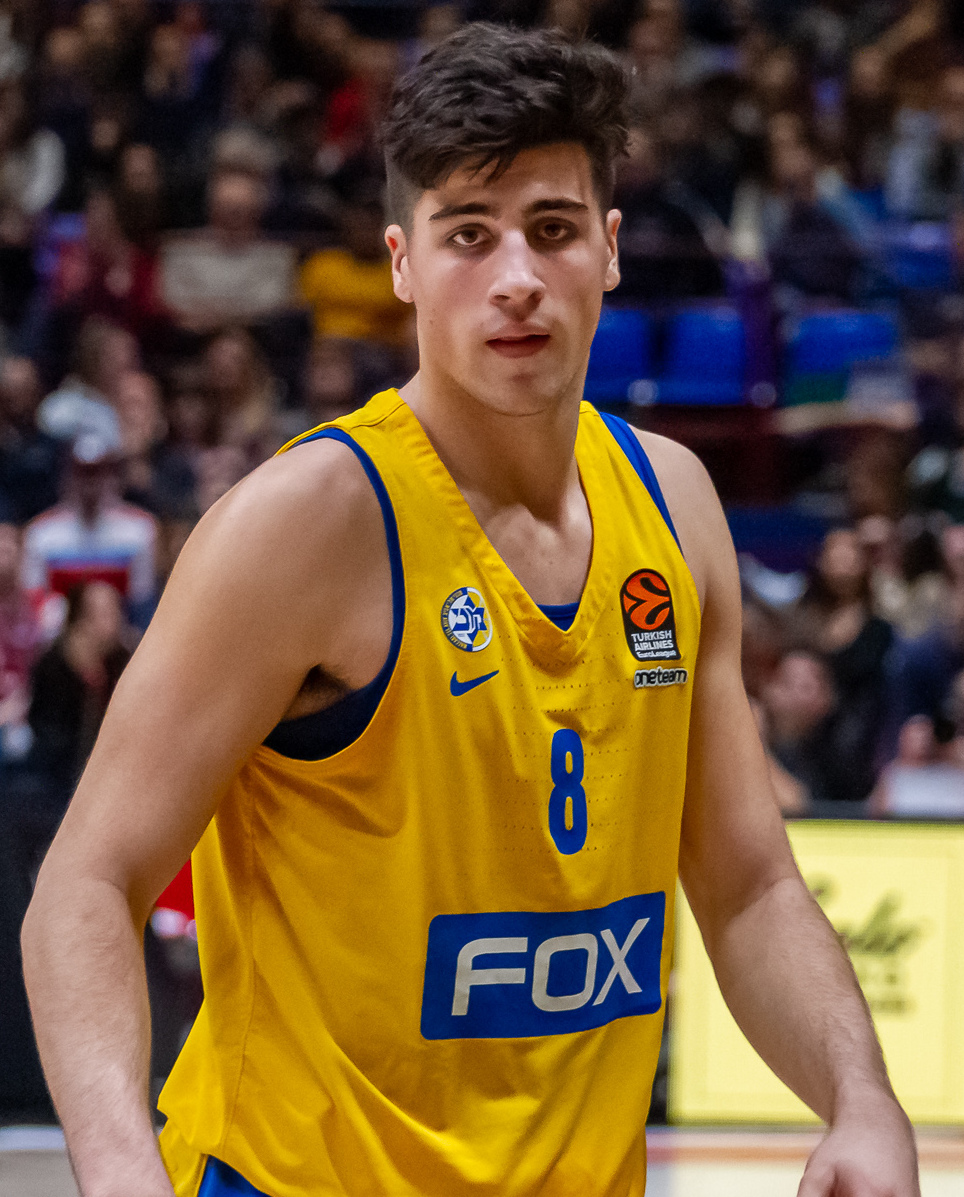
O israelense Deni Avdija foi selecionado na 9ª escolha pelo Washington Wizards.

| PG | Armador     |
| SG | Ala-armador |
| SF | Ala         |
| PF | Ala-pivô    |
| C  | Pivô        |

|  | Jogadores que foram incluídos no Hall da Fama do Basquete                               |
|  | Jogadores que foram pelo menos uma vez MVP da temporada da NBA                          |
|  | Jogadores que foram selecionados para pelo menos um NBA All-Star Game e um All-NBA Team |
|  | Jogadores que foram selecionados para pelo menos um All-NBA Team                        |
|  | Jogadores que foram selecionados para pelo menos um NBA All-Star Game                   |
|  | Jogadores que nunca atuaram em nenhuma partida sequer pela NBA                          |

| Escolha | Nome               | Posição | Nacionalidade  | Time                                          | Universidade/Time    |
| ------- | ------------------ | ------- | -------------- | --------------------------------------------- | -------------------- |
| 1       | Anthony Edwards    | SG      | Estados Unidos | Minnesota Timberwolves                        | Geórgia              |
| 2       | James Wiseman      | C       | Estados Unidos | Golden State Warriors                         | Memphis              |
| 3       | LaMelo Ball        | PG      | Estados Unidos | Charlotte Hornets                             | Illawarra Hawks      |
| 4       | Patrick Williams   | SF      | Estados Unidos | Chicago Bulls                                 | Florida State        |
| 5       | Isaac Okoro        | SF      | Estados Unidos | Cleveland Cavaliers                           | Auburn               |
| 6       | Onyeka Okongwu     | PF      | Estados Unidos | Atlanta Hawks                                 | USC                  |
| 7       | Killian Hayes      | PG/SG   | França         | Detroit Pistons                               | Ratiopharm Ulm       |
| 8       | Obi Toppin         | PF      | Estados Unidos | New York Knicks                               | Dayton               |
| 9       | Deni Avdija        | SF/SG   | Israel         | Washington Wizards                            | Maccabi Tel Aviv     |
| 10      | Jalen Smith        | PF      | Estados Unidos | Phoenix Suns                                  | Maryland             |
| 11      | Devin Vassell      | SG      | Estados Unidos | San Antonio Spurs                             | Florida State        |
| 12      | Tyrese Haliburton  | PG      | Estados Unidos | Sacramento Kings                              | Iowa State           |
| 13      | Kira Lewis Jr.     | PG      | Estados Unidos | New Orleans Pelicans                          | Alabama              |
| 14      | Aaron Nesmith      | SF      | Estados Unidos | Boston Celtics                                | Vanderbilt           |
| 15      | Cole Anthony       | PG      | Estados Unidos | Orlando Magic                                 | Carolina do Norte    |
| 16      | Isaiah Stewart     | PF/C    | Estados Unidos | Portland Trail Blazers (trocado para Detroit) | Washington           |
| 17      | Aleksej Pokuševski | SF/PF   | Sérvia         | Minnesota Timberwolves (trocado para OKC)     | Olympiacos BC        |
| 18      | Josh Green         | SG      | Austrália      | Dallas Mavericks                              | Arizona              |
| 19      | Saddiq Bey         | SF      | Estados Unidos | Brooklyn Nets (trocado para Detroit)          | Villanova            |
| 20      | Precious Achiuwa   | PF      | Nigéria        | Miami Heat                                    | Memphis              |
| 21      | Tyrese Maxey       | PG      | Estados Unidos | Philadelphia 76ers                            | Kentucky             |
| 22      | Zeke Nnaji         | PF/C    | Estados Unidos | Denver Nuggets                                | Arizona              |
| 23      | Leandro Bolmaro    | SF      | Argentina      | New York Knicks (trocado para Minnesota)      | FC Barcelona         |
| 24      | R. J. Hampton      | SG      | Estados Unidos | Milwaukee Bucks (trocado para Denver)         | New Zealand Breakers |
| 25      | Immanuel Quickley  | PG      | Estados Unidos | OKC Thunder (trocado para Knicks)             | Kentucky             |
| 26      | Payton Pritchard   | PG      | Estados Unidos | Boston Celtics                                | Oregon               |
| 27      | Udoka Azubuike     | C       | Nigéria        | Utah Jazz                                     | Kansas               |
| 28      | Jaden McDaniels    | SF      | Estados Unidos | Los Angeles Lakers (trocado para Minnesota)   | Washington           |
| 29      | Malachi Flynn      | PG      | Estados Unidos | Toronto Raptors                               | San Diego State      |
| 30      | Desmond Bane       | SG      | Estados Unidos | Boston Celtics (trocado para Memphis)         | TCU                  |

### Segunda rodada
| Escolha | Nome              | Posição | Nacionalidade    | Time                                              | Universidade/Time     |
| ------- | ----------------- | ------- | ---------------- | ------------------------------------------------- | --------------------- |
| 31      | Tyrell Terry      | PG      | Estados Unidos   | Dallas Mavericks                                  | Stanford              |
| 32      | Vernon Carey Jr.  | PF      | Estados Unidos   | Charlotte Hornets                                 | Duke                  |
| 33      | Daniel Oturu      | C       | Estados Unidos   | Minnesota Timberwolves (trocado para LA Clippers) | Minnesota             |
| 34      | Théo Maledon      | PG      | França           | Philadelphia 76ers                                | ASVEL Basket          |
| 35      | Xavier Tillman    | PF      | Estados Unidos   | Sacramento Kings (trocado para Memphis)           | Michigan State        |
| 36      | Tyler Bey         | SF      | Estados Unidos   | Philadelphia 76ers (trocado para Dallas)          | Colorado              |
| 37      | Vít Krejčí        | PG      | República Tcheca | Washington Wizards (trocado para OKC)             | Casad. Zaragoza       |
| 38      | Saben Lee         | PG      | Estados Unidos   | Utah Jazz (trocado para Detroit)                  | Vanderbilt            |
| 39      | Elijah Hughes     | SF      | Estados Unidos   | New Orleans Pelicans (trocado para Utah)          | Syracuse              |
| 40      | Robert Woodard II | SF      | Estados Unidos   | Memphis Grizzlies (trocado para Sacramento)       | Mississippi State     |
| 41      | Tre Jones         | PG      | Estados Unidos   | San Antonio Spurs                                 | Duke                  |
| 42      | Nick Richards     | C       | Jamaica          | New Orleans Pelicans (trocado para Charlotte)     | Kentucky              |
| 43      | Jahmi'us Ramsey   | SG      | Estados Unidos   | Sacramento Kings                                  | Texas Tech            |
| 44      | Marko Simonović   | C       | Montenegro       | Chicago Bulls                                     | Mega Soccerbet        |
| 45      | Jordan Nwora      | SF      | Nigéria          | Milwaukee Bucks                                   | Louisville            |
| 46      | C. J. Elleby      | SG      | Estados Unidos   | Portland Trail Blazers                            | Washington State      |
| 47      | Yam Madar         | PG      | Israel           | Boston Celtics                                    | Hapoel Tel Aviv       |
| 48      | Nico Mannion      | PG      | Itália           | Golden State Warriors                             | Arizona               |
| 49      | Isaiah Joe        | SG      | Estados Unidos   | Philadelphia 76ers                                | Arkansas              |
| 50      | Skylar Mays       | PG      | Estados Unidos   | Atlanta Hawks                                     | LSU                   |
| 51      | Justinian Jessup  | SG      | Estados Unidos   | Golden State Warriors                             | Boise State           |
| 52      | Kenyon Martin Jr. | SG      | Estados Unidos   | Sacramento Kings (trocado para Houston)           | IMG Academy           |
| 53      | Cassius Winston   | PG      | Estados Unidos   | OKC Thunder (trocado para Washington)             | Michigan State        |
| 54      | Cassius Stanley   | SG      | Estados Unidos   | Indiana Pacers                                    | Duke                  |
| 55      | Jay Scrubb        | SG      | Estados Unidos   | Brooklyn Nets (trocado para LA Clippers)          | John A. Logan College |
| 56      | Grant Riller      | SG      | Estados Unidos   | Charlotte Hornets                                 | College of Charleston |
| 57      | Reggie Perry      | PF      | Estados Unidos   | Los Angeles Clippers (trocado para Brooklyn)      | Mississippi State     |
| 58      | Paul Reed         | PF      | Estados Unidos   | Philadelphia 76ers                                | DePaul                |
| 59      | Jalen Harris      | SG      | Estados Unidos   | Toronto Raptors                                   | Nevada                |
| 60      | Sam Merrill       | SG      | Estados Unidos   | New Orleans Pelicans (trocado para Milwaukee)     | Utah State            |